# Krosna (Pologne)
Pour les articles homonymes, voir Krosna.
Krosna est une localité polonaise de la gmina de Laskowa, située dans le powiat de Limanowa en voïvodie de Petite-Pologne.